# Condado de Fairfax
El condado de Fairfax es un condado situado al norte de la Mancomunidad de Virginia, en los Estados Unidos. En enero de 2007 la población estimada del condado era de 1 077 000, que lo convierte de lejos en la jurisdicción más poblada de la Commonwealth de Virginia. Es también la jurisdicción con más población del área metropolitana de Baltimore-Washington y tiene la segunda media más elevada de ingresos domésticos (105 241 $) de los Estados Unidos, tras el vecino condado de Loudoun.

## Historia
El condado de Fairfax fue formado en 1742 de la parte norte del condado de Prince William. Fue llamado así en honor a Thomas Fairfax, 6.º Lord Fairfax de Cameron (1693-1781), propietario de la Northern Neck (la más al norte de tres penínsulas en la orilla occidental de la bahía de Chesapeake).
Los asentamientos más antiguos en el condado de Fairfax estaban localizados a lo largo del río Potomac. George Washington se instaló en el condado de Fairfax y construyó su casa, Mount Vernon, que está enfrente del río. Guston Hall, la casa de George Mason se encuentra en las cercanías. La actual Fort Belvoir está parcialmente localizada en la hacienda de Belvoir Manor, construida a lo largo del Potomac por William Fairfax en 1741. Thomas Fairfax, el único miembro de la nobleza británica que residió en las colonias, vivió en Belvoir antes de que se trasladara al valle Shenandoah. La mansión Belvoir y varios de sus anexos fueron destruidos por el fuego inmediatamente después de la guerra de Independencia en 1783, y George Washington advirtió que el complejo de la plantación gradualmente se deterioró hasta convertirse en ruinas.

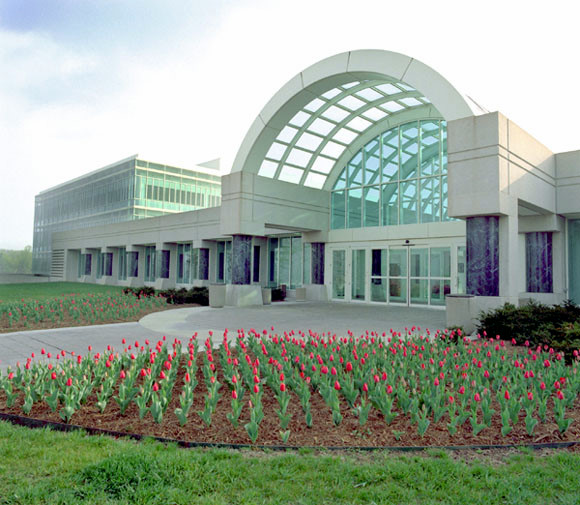
La oficina central de la CIA está localizada en un área aislada del condado.

En 1757, las dos terceras partes del noroeste del condado de Fairfax se convirtieron el condado de Loudoun. En 1789 parte del condado de Fairfax fue cedida al gobierno federal para formar el condado de Alexandria del distrito de Columbia. El condado de Alexandria fue devuelto a Virginia en 1846, reducido en tamaño por secesión de la ciudad independiente de Alexandria en 1870, y renombrada a condado de Arlington en 1920. La ciudad del condado de Fairfax de Falls Church se convirtió en ciudad independiente en 1948. La ciudad de Fairfax, del condado de Fairfax, se convirtió en independiente en 1961.
Localizado cerca de Washington D. C., el condado de Fairfax fue una importante región durante la Guerra Civil. La batalla de Chantilly o Ox Hill, durante la misma campaña que la Segunda batalla de Bull Run, se libró en el condado; Bull Run estaba en el frontera entre los condados de Fairfax y Prince William. La mayor parte de la Guerra Civil, las tropas de la Unión ocuparon el condado aunque la población permaneciera simpatizante con la Confederación.
El desarrollo del gobierno Federal en los años durante y después de la Segunda Guerra Mundial impulsaron un rápido desarrollo del condado. Como resultado, el una vez condado rural empezó a convertirse en uno suburbano. Otros importantes negocios continuaron instalándose en el condado de Fairfax y la inauguración del Tysons Corner Center ayudó a elevar la fama de Tysons Corner. El "boom" de la tecnología y una economía firme también creó rápidamente un cada vez mayor crecimiento y diversificación de la población. La economía también hizo del condado de Fairfax uno de los condados más ricos de la nación.
Ya se está discutiendo la pertinencia de continuar siendo sólo un condado, o bien convertirse en ciudad.

## Geografía
El condado de Fairfax está bordeado al norte y sudeste por el río Potomac. Atravesando el río por el nordeste está Washington D. C., por el norte el condado de Montgomery (Maryland) y por sudeste los condados de Prince George y Charles, también en Maryland. El condado está parcialmente bordeado en el norte y este por el condado de Arlington y las ciudades independientes de Alexandria y Falls Church. Por el oeste limita con el condado de Loudoun y con el de Prince William por el sur.
De acuerdo con datos de la Oficina del Censo de los Estados Unidos, el condado tiene una superficie total de 1.053 km², de los cuales 1.023 km² son tierra y 30 km² (un 2,85%) son agua.

### Condados adyacentes
- Condado de Loudoun - Noroeste
- Condado de Prince William - Suroeste
- Condado de Charles (Maryland) - Sur
- Condado de Arlington - Este
- Condado de Prince George (Maryland) - Este
- Condado de Montgomery (Maryland) - Norte

### Área protegidas nacionales
El condado cuenta con tres áeras protegidas de carácter nacional:
- Elizabeth Hartwell Mason Neck National Wildlife Refuge
- George Washington Memorial Parkway (parte)
- Wolf Trap National Park for the Performing Arts

## Geología
Treinta kilómetros cuadrados del condado son conocidas por contener en su subsuelo asbesto natural. Se conoce que la mayor parte del asbesto emana de fibras de tremolita o actinolita. Hace aproximadamente 20 años, cuando se descubrió la amenaza, el condado estableció leyes para supervisar la calidad del aire en obras de construcción, control del suelo tomado muestras de áreas afectadas, y exigiendo por ley que las nuevas construcciones pongan 150 mm de material limpio y estable sobre el terreno. Por ejemplo, durante la construcción de la escuela secundaria de Centreville una gran cantidad de suelo cargado de amianto fue retirada y luego transportada a Vienna para la construcción del enlace autopista I-66/Nutley Street. Arcillas marítimas pueden encontrarse en áreas extensas del condado al este de la autopista interestatal 95, sobre todo en los distritos de Lee y Mount Vernon. Estas arcillas contribuyen a la inestabilidad del suelo, lo que significa un desafío significativo para los constructores.

## Demografía
| Incremento de la población | Incremento de la población | Incremento de la población |
| Año                        | Población                  | %±                         |
| -------------------------- | -------------------------- | -------------------------- |
| 1900                       | 18.580                     | —                          |
| 1910                       | 20.536                     | 10,5%                      |
| 1920                       | 21.943                     | 6,9%                       |
| 1930                       | 25.264                     | 15,1%                      |
| 1940                       | 40.929                     | 62,0%                      |
| 1950                       | 98.557                     | 140,8%                     |
| 1960                       | 275.002                    | 179,0%                     |
| 1970                       | 455.021                    | 65,5%                      |
| 1980                       | 595.754                    | 30,9%                      |
| 1990                       | 818.584                    | 37,4%                      |
| 2000                       | 969.749                    | 18,5%                      |
| 2007(*)                    | 1.010.241                  | 4,2%                       |
| (*) Estimación             |                            |                            |

Según el censo de los Estados Unidos del 2000, había 969.749 personas, 350 714 viviendas y 250 409 familias residiendo en el condado. La densidad de población era 948 hab/km². Había 359.411 unidades de alojamiento con una densidad media de 351 hab/km². La composición racial del condado era de un 72,91% blancos, 8,83% negros o afroamericanos, 0,26% nativos americanos, 13,00% asiáticos, 0,07% isleños del Pacífico, 4,54% de otras razas y un 3,65% de dos o más razas. El 11,03% de la población era de origen hispano o latino de cualquier raza.
En las 350.714 viviendas, un 36,30% tenía niños menores de 18 años de edad viviendo en ellas, un 59,40% eran parejas casadas viviendo juntas, un 8,60% era una mujer cabeza de familia sin marido presente y un 28,60% no eran familias. El 21,40% de todas las viviendas estaba habitada por una sola persona y el 4,80% tenía a una persona viviendo sola con 65 años de edad o más. El tamaño medio de las viviendas era 2,74 y el tamaño medio de familia era 3,20.
En el condado la población estaba compuesta por un 25,40% de personas con menos de 18 años de edad, un 7,50% de 18 a 24 años, un 33,90% de 25 a 44, un 25,30% de 45 a 64 años y un 7,90% con 65 o más años de edad. La edad media era de 36 años. Por cada 100 mujeres había 98,60 varones. Por cada mujer de 18 años de edad o más, había 96,20 varones.
Los ingresos medios de una vivienda del condado eran 81,050$, y los ingresos medios de una familia eran 92.146$. Los varones tenían unos ingresos medios de 60.503$ frente a los 41.802$ de las mujeres. La renta per cápita en el condado eran 36.888$. Aproximadamente el 3,00% de familias y el 4,50% de la población estaba por debajo del umbral de la pobreza, de los que el 5,20% tenía menos de 18 años de edad y el 4,00% tenía 65 años de edad o más. Un reciente informe del año 2007 de la Oficina del Censo de los Estados Unidos indicaba que la pobreza en el condado había subido hasta el 4,9%.
Teniendo como base los ingresos medios domésticos, el condado de Fairfax está entre los condados de ingresos más altos del país y fue primero en esa lista durante muchos años. Sin embargo, en el censo del 2000 fue alcanzado por el condado de Douglas (Colorado). Según la estimación de la Oficina del Censo estadounidense para 2005, tenía los segundos ingresos domésticos medios más altos detrás del vecino condado de Loudoun, con 94.610$. En 2007, el condado de Fairfax recuperó su posición como el condado más rico de Estados Unidos, además de convertirse en la primera jurisdicción en la historia estadounidense en tener unos ingresos domésticos medios superiores a 100.000$. En 2008, el condado de Loudoun recuperó la primera posición, con Fairfax situado de cerca como segundo (aunque la Oficina del Censo estadounidense indica que la diferencia es estadísticamente insignificante).

## Educación
El condado está administrado por el sistema de Escuelas Públicas del Condado de Fairfax, al que el gobierno del condado asigna el 52,2% de su presupuesto fiscal. Incluidas contribuciones del gobierno estatal y federal, junto con contribuciones ciudadanas y corporativas, el presupuesto fiscal para el 2008 del sistema escolar asciende a 2200 millones de dólares. El sistema escolar ha estimado que, basado en el presupuesto del año fiscal 2008, el condado gastará 13.407$ por cada estudiante.
La Universidad George Mason se encuentra justo en las afueras de la ciudad de Fairfax, cerca del centro geográfico del condado. el Northern Virginia Community College (NVCC) sirve al condado de Fairfax con campus en Annandale y Springfield y un centro en Reston perteneciente al campus de Loudoun. El campus NVCC de Alexandria limita con el condado de Fairfax.

## La biblioteca pública
La biblioteca del condado de Fairfax administra la biblioteca regional de la ciudad de Fairfax. La biblioteca incluye entre otras la «Sala Virginia», donde se puede consultar una colección de libros, fotos, manuscritos relacionados con la historia, el gobierno y la genealogía del condado, y en la que destaca la documentación sobre la historia militar de la Confederación en la guerra de Secesión estadounidense.